# Iraakse dinar
De Iraakse dinar is de munteenheid van Irak.
Tot de verdrijving van Saddam Hoessein in 2003 stond het portret van de dictator op elk bankbiljet. In de volksmond heette een biljet van 250 dinar een Saddam. Sinds oktober 2003 worden deze biljetten vervangen door biljetten met neutralere afbeeldingen, zoals het portret van de wiskundige Ibn al-Haytham op het biljet van 10.000 dinar en een afbeelding van Hammurabi op het biljet van 25.000 dinar. Verder kent Irak biljetten van 50, 250, 500, 1000 en 5000 dinar.